# Episodi de L'Alligatore
La prima della serie televisiva L'Alligatore, composta da 8 episodi, è stata distribuita in anteprima sulla piattaforma streaming gratuita RaiPlay il 19 novembre 2020. In chiaro, è stata trasmessa in prima visione assoluta su Rai 2 dal 25 novembre al 16 dicembre 2020.
| nº | Titolo                                    | Pubblicazione    | Prima TV         |
| -- | ----------------------------------------- | ---------------- | ---------------- |
| 1  | La verità dell'Alligatore - Prima parte   | 19 novembre 2020 | 25 novembre 2020 |
| 2  | La verità dell'Alligatore - Seconda parte | 19 novembre 2020 | 25 novembre 2020 |
| 3  | Il corriere colombiano - Prima parte      | 19 novembre 2020 | 2 dicembre 2020  |
| 4  | Il corriere colombiano - Seconda parte    | 19 novembre 2020 | 2 dicembre 2020  |
| 5  | Il maestro di nodi - Prima parte          | 19 novembre 2020 | 9 dicembre 2020  |
| 6  | Il maestro di nodi - Seconda parte        | 19 novembre 2020 | 9 dicembre 2020  |
| 7  | Fine dei giochi - Prima parte             | 19 novembre 2020 | 16 dicembre 2020 |
| 8  | Fine dei giochi - Seconda parte           | 19 novembre 2020 | 16 dicembre 2020 |

## La verità dell’Alligatore - Prima parte
- Diretto da: Daniele Vicari
- Scritto da: Andrea Cedrola, Laura Paolucci con Massimo Carlotto

Marco Buratti, detto Alligatore, viene incarcerato per un reato che non ha commesso e passa sette anni in galera pur di non compromettere il suo amico Max il quale aveva assistito a un omicidio nei pressi di un allevamento di animali.
Quando esce di prigione viene ingaggiato dall'avvocato Foscarini per cercare Alberto Magagnin, sua vecchia conoscenza del carcere ora in semilibertà. Tramite un altro suo compagno di carcere in semilibertà, rintraccia una donna vicina a Magagnin, Piera Belli, ma la trova morta in casa. Con l'aiuto del contrabbandiere Beniamino Rossini riesce a trovare il ragazzo che è in stato confusionale e che è ricercato poiché le sue impronte sono state ritrovate sulla scena del delitto: l'incarico di Buratti era di trovare il ragazzo e portarlo dalla Foscarini ma il giovane non ne vuole sapere. 
- Guest star: Renato Marchetti (questore Marangoni), Gualtiero Burzi (barista), Luca Filippi (Alberto Magagnin), Maria Rosaria Russo (avv. Barbara Foscarini), Diego Carli (Bepi Valdan), Francesco Meoni (compagno di carcere).
- Tratto dal romanzo La verità dell'Alligatore edito da Edizioni e/o nel 1995
- Ascolti Italia: telespettatori 1 038 000 - share 4,40%[1]

## La verità dell’Alligatore - Seconda parte
- Diretto da: Daniele Vicari
- Scritto da: Andrea Cedrola, Laura Paolucci con Massimo Carlotto

Marco dopo tanti anni si rivede con gli amici Max e Marielita con i quali inizia a indagare sull'omicidio di Piera Belli: c’è l'ombra di una potente associazione con membri l'avvocato Sartori e il dottor Favero, medico legale che avrebbe falsificato l'autopsia. Dopo aver trovato il corpo senza vita di Magagnin, morto per un'overdose, Beniamino riesce ad avere la meglio su due killer, Ugo e Alfredo Caruso, che cercano di ammazzare lui e Marco in auto. I due fanno poi visita a Favero che, impaurito, racconta tutti i favori che ha fatto all'avvocato Sartori, capo della Loggia dei Cavalieri e amante della Foscarini, come il presunto incidente nella vasca da bagno che ha portato alla morte di sua moglie e il conseguente ricovero del figlio. La giovane avvocatessa racconta a Marco di come ha conosciuto la Belli, anche lei membro della loggia, e di come questa abbia trovato lavoro ai detenuti in semilibertà come Alberto. Beniamino e Marco fanno prima visita al figlio dell'avvocato, Luca Sartori, fatto ricoverare in una clinica dopo la morte della madre, e poi alla gioielliera Giuseppina la quale racconta che il ragazzo aveva raccontato alla Belli di sapere che il padre aveva ucciso la moglie e così la donna aveva iniziato a ricevere dei soldi da lui in cambio del silenzio. Sartori è compromesso ed è costretto a lasciare la guida della loggia a Tristano Castelli ovvero colui che aveva fatto finire in carcere Marco.
- Guest star: Gualtiero Burzi (barista), Diego Verdegiglio (dott. Emilio Favero), Giustiniano Alpi (Luca Sartori), Paolo De Giorgio (avv. Alvise Sartori), Luca Filippi (Alberto Magagnin), Maria Rosaria Russo (avv. Barbara Foscarini), Gelsomina Pascucci (Giuseppina).
- Tratto dal romanzo La verità dell'Alligatore edito da Edizioni e/o nel 1995
- Ascolti Italia:[2]

## Il corriere colombiano - Prima parte
- Diretto da: Emanuele Scaringi
- Scritto da: Andrea Cedrola, Laura Paolucci con Massimo Carlotto

Un corriere di cocaina colombiano, Guillermo Arías Cuevas, viene fermato dalla polizia dell'Aeroporto Marco Polo con un carico di droga. Il giovane, nipote della Tía, la donna a capo del cartello di Bogotá, fa arrestare come complice Nazzareno Corradi, un ex rapinatore sessantenne che però sembra non implicato nella faccenda e incarica l'avvocato Bonotto della sua difesa. Questo chiede aiuto all'investigatore privato Buratti per scagionare il suo cliente.
L'Alligatore e Rossini cominciano le indagini alla pensione Zodiaco di Jesolo, dove Corradi è stato arrestato, e al Black Baron di Eraclea, locale in cui la ragazza di Corradi, Victoria Rodríguez Gómez, ha passato la notte dell'arresto. L'uomo è stato incastrato dallo stesso questore che ha fatto arrestare l'Alligatore poiché avrebbe ucciso due poliziotti anni prima. Marielita si spaccia per Victoria per fargli visita in carcere. Pellegrini accoglie Rosa Gonzales Cuevas, la Tía appunto, sopravvissuta al cartello di Medellín. Marco e Beniamino vogliono far scarcerare Corradi per poi farlo scappare oltre confine. L'Alligatore, che ora sta frequentando la barista Virna, dopo tanto tempo rivede la sua ex Greta.
- Guest star: Renato Marchetti (questore Marangoni), Gualtiero Burzi (barista), Massimo Bellinzoni (Nazzareno Corradi), Barbara Clara (), Claudio Corinaldesi (Alacrán), Irma Carolina Di Monte (Rosa Gonzales Cuevas), Mariela Garriga (Victoria Rodriguez Gomez), Efraim Medina Reyes (Guillermo Arías Cuevas), Alfredo Pea (avv. Renato Bonotto), Eva Cadavid (Aisa), Guido Roncalli (portiere della pensione Zodiaco).
- Tratto dal romanzo Il corriere colombiano edito da Edizioni e/o nel 2001
- Ascolti Italia: telespettatori 1 000 000 - share 4,20%[3]

## Il corriere colombiano - Seconda parte
- Diretto da: Emanuele Scaringi
- Scritto da: Andrea Cedrola, Laura Paolucci con Massimo Carlotto

Il corriere colombiano muore avvelenato nella sua cella dal sicario Alacrán su ordine della zia Rosa Gonzales Cuevas ma la colpa ricade su Corradi che finisce in isolamento. Buratti e Rossini trovano la Tía, la sua amante Aisa e Pellegrini dal quale si fanno dare il nome di Bruno Celegato come destinatario della droga del corriere. Questo però è un uomo vicino al questore Marangoni, è colui che ha fatto arrestare Corradi al suo posto nella pensione e al quale ha rubato la donna; inoltre è lui che aveva ucciso i due poliziotti anni prima. Celegato vende alla polizia la Tía che tuttavia riesce a scappare dall'hotel insieme a Aisa mentre Alacrán le copre sacrificandosi. Pellegrini trova poi Celegato in un locale controllato da Castelli e gli spara un colpo in testa dopo avergli riferito che la colombiana è riuscita a tornare in patria portando con sé Victoria.
Intanto Virna capisce che Marco ha un’altra, ovvero la sua ex Greta, e si licenzia per non vederlo più. 
Beniamino accompagna in Dalmazia via mare, la ragazza albanese che ha salvato dalla tratta della prostituzione e nel frattempo Pellegrini incontra il questore Castelli in un cantiere per discutere come occuparsi dell’alligatore. 
- Guest star: Gualtiero Burzi (barista), Massimo Bellinzoni (Nazzareno Corradi), Barbara Clara (), Claudio Corinaldesi (Alacrán), Irma Carolina Di Monte (Rosa Gonzales Cuevas), Mariela Garriga (Victoria Rodriguez Gomez), Efraim Medina Reyes (Guillermo Arías Cuevas), Alfredo Pea (avv. Renato Bonotto), Enrico Salimbeni (Bruno Celegato), Eva Cadavid (Aisa), Diego Pagotto (Balecco).
- Tratto dal romanzo Il corriere colombiano edito da Edizioni e/o nel 2001
- Ascolti Italia:

## Il Maestro di Nodi - Prima parte
- Diretto da: Emanuele Scaringi
- Scritto da: Andrea Cedrola, Laura Paolucci con Massimo Carlotto

L'Alligatore viene ingaggiato dal broker Mariano Giraldi per ritrovare la moglie Helena, rapita in un albergo durante un incontro di scambisti. L'indagine porta ben presto l'Alligatore e i suoi due soci, Beniamino e Max, a rimestare nell'ambiente sommerso del sadomasochismo. Dopo che scompaiono anche lo stesso Giraldi e Antonina Gattuso, altra partecipante delle sessioni, grazie a Max, Beniamino e l'Alligatore risalgono a Jay Jacovone, trafficante di film snuff. 

Intanto Castelli, spinto dal suo braccio destro Pellegrini, si butta nel business dei rifiuti e a un evento privato fa venire a cantare Greta, la compagna di Buratti.
- Guest star: Gaia Messerklinger (Antonina Gattuso), Stefano Scherini (Mariano Giraldi), Massimiliano Vado (produttore).
- Tratto dal romanzo Il maestro di nodi edito da Edizioni e/o nel 2002
- Ascolti Italia:

## Il Maestro di Nodi - Seconda parte
- Diretto da: Emanuele Scaringi
- Scritto da: Andrea Cedrola, Laura Paolucci con Massimo Carlotto

Dopo l'esibizione, Castelli riesce a rimorchiare Greta e a fare sesso con lei. Scesi a Roma per far visita a Jacovone, Beniamino e l'Alligatore si imbattono nel commissario Giulio Campagna che ha il loro stesso obiettivo. I tre interrogano Jacovone e si fanno dire di più sul Maestro di Nodi: Giraldi è stato ricattato e ha dovuto consegnare Helena alla banda venendo poi lui stesso sequestrato; l'agente però uccide il trafficante quando scopre che sua sorella è morta durante uno dei giochi estremi. Tornati a Padova, l'Alligatore si confida con Max sulla sua detenzione e lo convince a rivolgersi a Campagna per incastrare Castelli; poco dopo ha un duro confronto con Greta. Beniamino e l'Alligatore, tramite Max, ritrovano Antonina Gattuso, che ha dovuto consegnare Helena e Giraldi alla banda, e tramite lei in aeroporto riescono ad agganciare il Maestro di Nodi Bruno Chiarenza, in partenza per il Giappone, che viene arrestato da Campagna. 
Pellegrini è impaziente perché vuole fare entrare altri soci nell'affare della bretella autostradale mentre Castelli prende tempo e così si rivolge al questore Marangoni per tagliarlo fuori. L'Alligatore scopre poi che Greta sta frequentando Castelli.
- Guest star: Renato Marchetti (questore Marangoni), Giovanni Capalbo (Jay Jacovone), Jerry Mastrodomenico (Giulio Campagna), Gaia Messerklinger (Antonina Gattuso), Christian Stelluti (Bruno Chiarenza).
- Tratto dal romanzo Il maestro di nodi edito da Edizioni e/o nel 2002
- Ascolti Italia:

## Fine dei giochi - Prima parte
- Diretto da: Daniele Vicari
- Scritto da: Andrea Cedrola, Laura Paolucci con Massimo Carlotto

Buratti interrompe una cena tra Castelli e Greta facendo una scenata di gelosia. La donna è turbata e non crede al suo nuovo compagno. Beniamino per ritrovare una ragazzina albanese che è stata costretta a fare la prostituta e che lui voleva salvare insieme a Sylvie, chiede aiuto a Elena, una sua vecchia conoscente che gestisce un bordello; gli stessi sfruttatori albanesi si sono buttati nel business dei rifiuti tossici. Max e Marielita fanno visita in ospedale a Libero Pinotti, vecchio camionista che si è ammalato trasportando rifiuti tossici. Beniamino e l'Alligatore trovano il loro rifugio.
- Guest star: Fabio Brunetti (Libero Pinotti), Luca Filippi (Alberto Magagnin), Edmir Jacellari (albanese), Ilir Jacellari (albanese), Agnese Nano (Elena), Gabriella Silvestri (Maria), Ugo De Cesare (portantino).
- Ascolti Italia: telespettatori 869 000 - share 3,70%[4]

## Fine dei giochi - Seconda parte
- Diretto da: Daniele Vicari
- Scritto da: Andrea Cedrola, Laura Paolucci con Massimo Carlotto

Buratti sconvolge Greta quando le mostra il video fatto da Max all'allevamento sette anni prima che ha portato alla sua ingiusta detenzione. Max e Marielita ottengono delle carte compromettenti da Maria, moglie di Libero. Il gruppo dell'Alligatore decide di passare dalle parole ai fatti e si rivolgono al commissario Campagna il quale, dopo aver interrogato Libero Pinotti, mette i sigilli al cantiere della bretella autostradale. Pellegrini sta alzando la testa: pressa il questore Marangoni e Castelli e tratta direttamente con i suoi soci italiani e gli albanesi per lo sversamento di rifiuti chiedendo però di togliere di mezzo l'Alligatore e i suoi. Castelli corre a ripari decidendo di collaborare con la giustizia mentre il tentativo da parte di Greta di rivolgersi a Virna per salvare Buratti va a vuoto. La squadra del commissario Campagna smantella il giro di prostituzione degli albanesi. Nel finale Pellegrini insieme ai suoi soci attacca il nascondiglio dell'Alligatore e nel conflitto perdono la vita un suo socio, un albanese e Marielita prima di dileguarsi.
- Guest star: Renato Marchetti (questore Marangoni), Gualtiero Burzi (barista), Fabio Brunetti (Libero Pinotti), Edmir Jacellari (albanese), Ilir Jacellari (albanese), Jerry Mastrodomenico (Giulio Campagna), Gabriella Silvestri (Maria), Massimiliano Vado (produttore di Greta).
- Ascolti Italia: